# Under the Desert Sky
Under the Desert Sky è un album live del cantante italiano Andrea Bocelli pubblicato il 7 novembre 2006.

## Descrizione
Si tratta della registrazione del concerto che il tenore tenne al Lake Las Vegas Resort, nei pressi della nota città americana, trasmesso da PBS.

## Successo commerciale
L'album è entrato nelle classifiche di vari paesi, ottenendo varie certificazioni.

## Tracce

### Edizione CD
1. Besame Mucho
2. Cuando me enamoro
3. Estate
4. September morn (feat. Chris Botti)
5. Can't help falling in love (feat. Katharine Mcphee)
6. Canzoni stonate (feat. Stevie Wonder)
7. Momentos
8. Somos novios
9. The prayer (feat. Heather Hadley)

## Classifiche

### Classifiche settimanali
| Classifica (2007) | Posizione massima |
| ----------------- | ----------------- |
| Stati Uniti       | 11                |

### Classifiche settimanali DVD
| Classifica (2007) | Posizione massima |
| ----------------- | ----------------- |
| Paesi Bassi       | 6                 |
| Ungheria          | 13                |